# Lípa u benzinové stanice
Lípa u benzinové stanice je památný strom lípa malolistá (Tilia cordata), která roste vpravo od silnice z Nejdku do Karlových Varů, asi 130 m před benzinovou stanicí v Nejdku v Karlovarském kraji. Jedná se o vysoký strom se třemi vrcholy s vysokou korunou tvořenou dvěma terminály a boční hákovitou větví, kdy dělení probíhá ve spodní části koruny. Podélně rozbrázděný kmen stromu, na kterém je viditelná trhlina, má obvod 461 cm (měření 2006), koruna sahá do výšky 28 m. Monumentalita stromu vynikla po vykácení okolních náletových dřevin. Lípa je chráněna od roku 2006.

## Stromy v okolí
- Pozorecká borovice
- Javor u Hanáků
- Buková alej v ulici Pod Lesem
- Čtveřice lip srdčitých u Zimů